# Guild Wars 2
Guild Wars 2 é um jogo de MMORPG gratuito desenvolvido pela ArenaNet e publicado pela NCSoft. Situado no mundo de fantasia de Tyria, o jogo principal segue o ressurgimento de Destiny's Edge, uma guilda dissolvida dedicada a lutar contra Dragões Anciões, entidades colossais no estilo Lovecraftiano que assumiram o controle de Tyria desde o Guild Wars original (2005), um enredo que termina na terceira expansão End of Dragons (2023). O jogo se passa em um mundo persistente com uma história que avança em ambientes instanciados.
Guild Wars 2 é a quarta grande entrada na série Guild Wars e afirma ser único no gênero MMO por apresentar um enredo que responde às ações do jogador, algo que é comum em jogos de RPG para um jogador, mas raramente visto em jogos multijogador. Um sistema de eventos dinâmicos substitui as missões tradicionais, utilizando o efeito cascata para permitir que os jogadores abordem as missões de maneiras diferentes como parte de um mundo persistente. Também é de destacar o sistema de combate, que pretende ser mais dinâmico que o seu antecessor ao promover a sinergia entre as profissões e utilizar o ambiente como arma, além de reduzir a complexidade do sistema de habilidades do estilo mágico do jogo original.
Como uma sequência de Guild Wars, Guild Wars 2 apresenta a mesma ausência de taxas de assinatura que distinguia seu antecessor de outros jogos online desenvolvidos comercialmente da época, embora até agosto de 2015 uma compra ainda fosse necessária para instalar o jogo. O jogo vendeu mais de dois milhões de cópias nas primeiras duas semanas. Em agosto de 2013, o pico de simultaneidade de jogadores atingiu 460.000. Em agosto de 2015, mais de cinco milhões de cópias foram vendidas, momento em que o jogo base se tornou gratuito. Até agosto de 2021, mais de dezesseis milhões de contas foram criadas. Em 16 de agosto de 2022, foi anunciado que Guild Wars 2 seria lançado na Steam como parte da celebração do 10.º aniversário do jogo.
Quatro pacotes de expansão foram lançados para o jogo até agora: Heart of Thorns (2015), Path of Fire (2017), End of Dragons (2022), Secrets of the Obscure (2023) e Janthir Wilds (2024). Um sexto pacote de expansão está em desenvolvimento, previsto para 2025. Cada pacote de expansão apresenta novo conteúdo, incluindo novas regiões do mundo para explorar, encontros de fim de jogo e maestrias, com os três primeiros também oferecendo novas profissões, especializações de elite e temporadas de 'Living World' ; atualizações de conteúdo ao vivo que continuam as histórias de expansão e preenchem a lacuna entre elas. Em fevereiro de 2023, foi anunciado que futuras expansões de Guild Wars 2, começando com Secrets of the Obscure, adotariam um novo modelo de lançamento. Em vez de lançamentos a cada dois ou quatro anos com uma temporada de Living World no meio, expansões menores seriam lançadas com mais frequência e a um preço ligeiramente reduzido. Conteúdo adicional para essas expansões será adicionado por meio de lançamentos trimestrais.

## Jogabilidade
Guild Wars 2 permite que um jogador crie um personagem a partir de uma combinação de cinco raças e nove profissões. As cinco raças são os humanos, os charr (introduzidos em Prophecies), os asura e os norn (introduzidos em Eye of the North) e os sylvari, uma raça exclusiva de Guild Wars 2. As profissões são divididas em classes de armaduras: "estudiosos" com armaduras leves, "aventureiros" com armaduras médias e "soldados" com armaduras pesadas. Não há uma classe de cura dedicada, pois os desenvolvedores sentiram que tornar necessário que cada grupo tivesse um curandeiro era restritivo.
A raça e a profissão do jogador determinam as habilidades que ele pode acessar. Guild Wars 2, assim como Guild Wars, usa um sistema de combate baseado em habilidades, no qual os jogadores devem selecionar apenas 10 habilidades de um conjunto muito maior, introduzindo um elemento de estratégia. No entanto, diferentemente de Guild Wars, os slots de habilidade têm funções predefinidas: os cinco primeiros são determinados pela arma e profissão do jogador, o sexto é para cura, do sétimo ao nono serão habilidades sem funções definidas que são desbloqueadas conforme o jogo avança, e o décimo slot será para uma habilidade de "elite", que também é bloqueada inicialmente. Diferentemente do alto número de habilidades presentes em Guild Wars, Guild Wars 2 se concentrará na qualidade das habilidades em vez da quantidade e tentará minimizar as divisões de habilidades entre os modos de jogo para reduzir a complexidade do equilíbrio, um dos problemas mais comuns presentes em MMORPGs.
O limite de nível baixo de Guild Wars (20) foi substituído por um de 80, o que os desenvolvedores declararam que atingiu o equilíbrio correto entre permitir o desenvolvimento do personagem e evitar forçar os jogadores a uma jogabilidade baseada em rotina que muitas vezes acompanha um limite de nível alto, cuja eliminação era um princípio de design fundamental do Guild Wars original. Jogador contra ambiente apresenta um sistema de escala que reduz o nível e as estatísticas dos jogadores para refletir os níveis dos monstros, mantendo assim um nível global de dificuldade. No modo jogador contra jogador, o jogador terá acesso a quase todas as habilidades e itens, e competirá no nível fixo 80, para que todos os jogadores estejam em igualdade de condições.
Além de um combate tático PvP de pequena escala, o jogo apresenta "Mundo contra Mundo", um combate de grande escala que acontece em um mundo persistente independente do mundo principal. Os jogadores podem entrar e sair "na hora" e possuem a habilidade de construir armas de cerco, com recompensas proporcionais ao seu sucesso. Guild Wars 2 oferece oito disciplinas de criação, permitindo que o jogador pratique duas ao mesmo tempo, pagando uma taxa pela troca. Embora existam receitas básicas a seguir, o jogador pode experimentar diferentes combinações de ingredientes para descobrir novas receitas. Como o jogo se passa 250 anos depois de seu antecessor, os jogadores não conseguem transferir seus personagens. No entanto, há um pequeno número de conquistas e honrarias obtidas em Guild Wars que são transferidas para Guild Wars 2. As contas de ambos os jogos devem estar vinculadas para adquirir esses bônus.